# Radio Noordoostpolder
Radio Noordoostpolder is een lokale publieke radio omroep voor de gemeente Noordoostpolder. De officiële naam is 'Stichting Lokale Omroep Noordoostpolder'.

## Geschiedenis
De geschiedenis voor Radio Noordoostpolder begon in 1985. In dat jaar namen enige inwoners van de Noordoostpolder het initiatief tot de oprichting van een legale lokale omroep. Na een oproep in de plaatselijke kranten kwamen op 7 maart 1985 ruim veertig geïnteresseerden bij elkaar. Daarna volgenden er nog ettelijke vergaderingen van de enthousiastelingen van het eerste uur. Zij maakten onder meer de statuten en het huishoudelijk reglement van de op te richten stichting.

## Studio
In maart 1986 werd een kabelvergunning aangevraagd die twee maanden later, op 16 juni, door het Ministerie van WVC werd verleend. In de zomer werd er boven het toenmalige café-restaurant "De Luifel" in Emmeloord een studio ingericht met radio-apparatuur die de medewerkers zelf aangeschaft en bekostigd hadden. Inmiddels heeft Radio Noordoostpolder een ruimer onderkomen aan de overkant van de straat, en wel aan de Lange Nering 40a, naast de Jamin. Het pand bestaat uit 3 verdiepingen.
Vanaf mei 2009 komen de uitzendingen vanuit een nieuw onderkomen, en wel vanuit de Nijenbeek 4a te Emmeloord. De omroep was genoodzaakt te verhuizen naar een andere locatie, gezien de verhuurder van het pand aan de Lange Nering een dermate hoge huursverhoging ging doorvoeren die de omroep niet kon bekostigen. De nieuwe locatie aan de Nijenbeek is gelijkvloers en bevindt zich op de begane grond van een flat. De ruimte wordt gedeeld met het "Toon Hermans Huis".

## Ether
In 1986 had de Gemeente Noordoostpolder een eenmalige subsidie van ruim 12.000 gulden beschikbaar gesteld om daarmee de zendinstallatie te kopen. Hiermee werden vervolgens gedurende enige maanden proefuitzendingen gemaakt via het kabelnet van de CAI-NOP. De eerste uitzending en de officiële start via het kabelnet was op 15 november 1986. Deze uitzendingen waren echter alleen maar in Emmeloord te beluisteren. Op 1 maart 1988 werd op het Ministerie van WVC door de toenmalige minister, mevrouw N. Smit-Kroes, aan de eerste drie lokale omroepen, waaronder Radio Noordoostpolder, de vereiste machtiging voor lokale etherradio-uitzendingen uitgereikt. Kort hierna, op 8 maart, konden de uitzendingen van Radio Noordoostpolder ook in de dorpen en aan de buitenwegen beluisterd worden.

## Ontvangst
De etherfrequentie waarop Radio Noordoostpolder uitzendt is 105,2 MHz. Deze wordt al gebruikt sinds de oprichting van de omroep. Op de kabel is het station te ontvangen via 104,1 MHz.